# Яблоново (Дзялдовський повіт)
Яблоново (пол. Jabłonowo) — село в Польщі, у гміні Плосьниця Дзялдовського повіту Вармінсько-Мазурського воєводства.
Населення — 410 осіб (2011).
У 1975-1998 роках село належало до Цехановського воєводства.
На території села зберігся старовинний вітряк початку XX століття.
Яблоново належить до парафії Нехлонін (Журомінський деканат) Римо-католицької церкви.

## Демографія
Демографічна структура станом на 31 березня 2011 року:
|          | Загалом | Допрацездатний вік | Працездатний вік | Постпрацездатний вік |
| -------- | ------- | ------------------ | ---------------- | -------------------- |
| Чоловіки | 198     | 43                 | 123              | 32                   |
| Жінки    | 212     | 50                 | 108              | 54                   |
| Разом    | 410     | 93                 | 231              | 86                   |